# جوزيف فابر
جوزيف فابر (بالفرنسية: Joseph Fabre)‏ هو كاهن كاثوليكي فرنسي، ولد في 24 نوفمبر 1824 في Cuges-les-Pins ‏ في فرنسا، وتوفي في 26 أكتوبر 1892.